# Ivica Šurjak
Ivica Šurjak (* 23. března 1953 Split) je bývalý jugoslávský fotbalista chorvatské národnosti, záložník. V roce 1976 byl vyhlášen jugoslávským fotbalistou roku.

## Fotbalová kariéra
V jugoslávské lize hrál za Hajduk Split, nastoupil ve 272 ligových utkáních, dal 52 gólů a s Hajdukem vyhrál třikrát ligu a pětkrát pohár. Dále hrál ve francouzské Ligue 1 za Paris Saint-Germain FC, v italské Serii A za Udinese Calcio a ve španělské Primera División za Real Zaragoza. V Poháru mistrů evropských zemí nastoupil ve 14 utkáních a dal 6 gólů, v Poháru vítězů pohárů nastoupil v 18 utkáních a dal 1 gól a v Poháru UEFA nastoupil ve 4 utkáních. Celkem za reprezentaci Jugoslávie nastoupil v letech 1973-1982 v 54 utkáních a dal 10 gólů. Byl členem jugoslávské reprezentace na Mistrovství světa ve fotbale 1974, nastoupil ve všech 6 utkáních a dal 2 góly. Byl členem jugoslávské reprezentace na Mistrovství Evropy ve fotbale 1976, nastoupil ve 2 utkáních. Byl členem jugoslávské reprezentace na Mistrovství světa ve fotbale 1982, nastoupil ve všech 3 utkáních.

## Ligová bilance
| Ročník                          | Zápasy | Góly | Klub                   |
| ------------------------------- | ------ | ---- | ---------------------- |
| Jugoslávská Prva liga 1971/1972 | 22     | 6    | Hajduk Split           |
| Jugoslávská Prva liga 1972/1973 | 30     | 6    | Hajduk Split           |
| Jugoslávská Prva liga 1973/1974 | 34     | 8    | Hajduk Split           |
| Jugoslávská Prva liga 1974/1975 | 30     | 7    | Hajduk Split           |
| Jugoslávská Prva liga 1975/1976 | 33     | 7    | Hajduk Split           |
| Jugoslávská Prva liga 1976/1977 | 33     | 3    | Hajduk Split           |
| Jugoslávská Prva liga 1977/1978 | 30     | 4    | Hajduk Split           |
| Jugoslávská Prva liga 1978/1979 | 27     | 6    | Hajduk Split           |
| Jugoslávská Prva liga 1979/1980 | 19     | 2    | Hajduk Split           |
| Jugoslávská Prva liga 1980/1981 | 14     | 3    | Hajduk Split           |
| Ligue 1 1981/1982               | 33     | 11   | Paris Saint-Germain FC |
| Serie A 1982/1983               | 29     | 2    | Udinese Calcio         |
| Serie A 1983/1984               | 0      | 0    | Udinese Calcio         |
| Primera División 1984/1985      | 22     | 4    | Real Zaragoza          |
| CELKEM 1. jugoslávská liga      | 272    | 52   |                        |
| CELKEM Ligue 1                  | 33     | 11   |                        |
| CELKEM Serie A                  | 29     | 2    |                        |
| CELKEM Primera División         | 22     | 4    |                        |